# Hans Mommsen

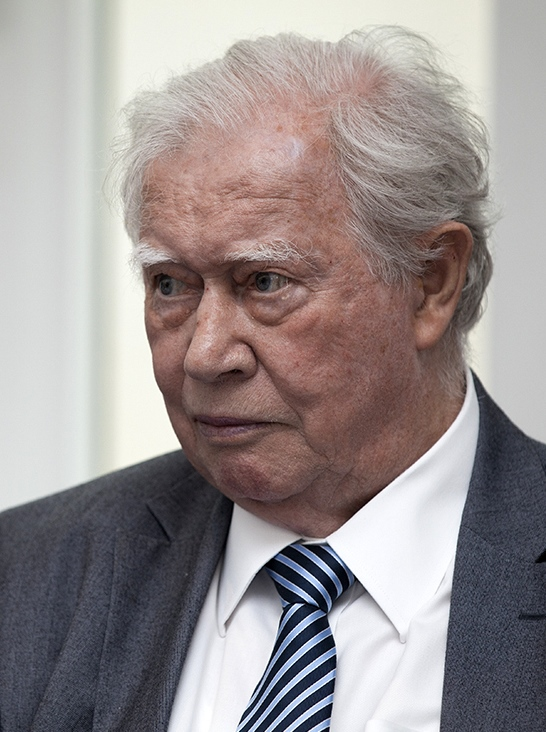
Hans Mommsen (2013)

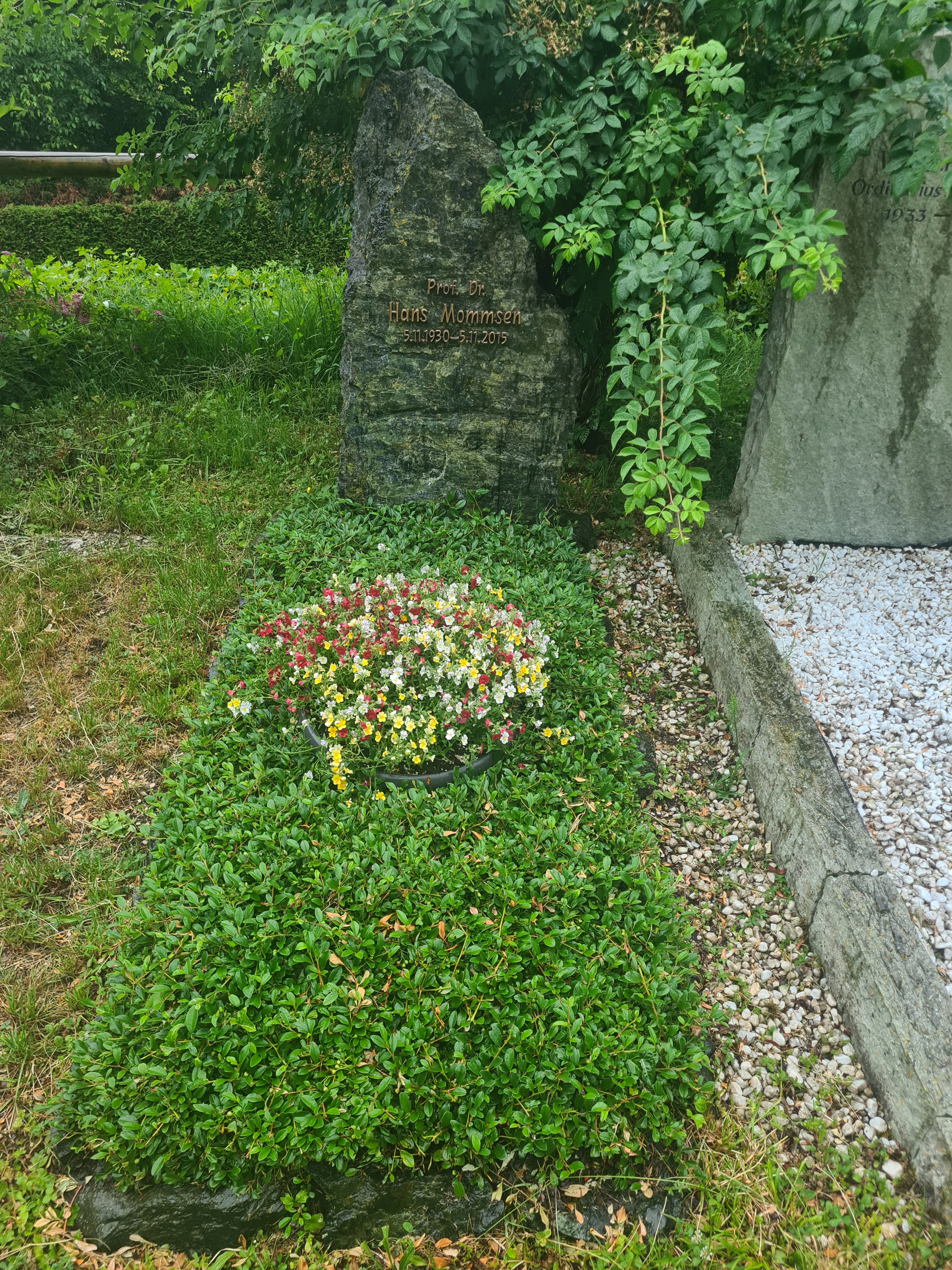
Das Grab von Hans Mommsen auf dem Friedhof in Feldafing

Hans Mommsen (* 5. November 1930 in Marburg; † 5. November 2015 in Tutzing) war ein deutscher Historiker. Er wirkte unter anderem ab 1968 als ordentlicher Professor für Neuere Geschichte an der Universität Bochum und gilt als einer der bedeutendsten deutschen Zeithistoriker nach dem Zweiten Weltkrieg.

## Leben
Hans Mommsen wurde als Sohn des Historikers und Universitätsprofessors Wilhelm Mommsen (1892–1966) und dessen Frau Marie Therese Mommsen, geborene Iken (1894–1974), in Marburg an der Lahn geboren. Seine Mutter entstammte einer Bremer Bankiersfamilie, sein Vater der Gelehrtenfamilie Mommsen. Hans Mommsens Urgroßvater war der Althistoriker und erste deutsche Literaturnobelpreisträger Theodor Mommsen (1817–1903), sein Großvater der Bankdirektor und freisinnige Politiker Karl Mommsen (1861–1922). Auch sein Zwillingsbruder Wolfgang J. Mommsen (1930–2004) und sein älterer Bruder Karl Mommsen-Straub (1923–1976) waren Historiker.
Nach dem Abitur am Städtischen Realgymnasium für Jungen in Marburg im Februar 1951 studierte Mommsen Germanistik, Geschichte, Philosophie und Politik an der Philipps-Universität Marburg und an der Eberhard-Karls-Universität Tübingen. Im Februar 1956 legte er in Marburg die wissenschaftliche Prüfung für das höhere Lehramt ab. Anschließend ging er nach Tübingen zurück und wurde dort im Dezember 1960 mit einer von Hans Rothfels betreuten Arbeit über die Geschichte der internationalen Integration in der österreichischen Sozialdemokratie 1867–1907 zum Doktor der Philosophie promoviert. Anschließend war er kurze Zeit als Assistent von Rothfels tätig. In den Jahren 1960 bis 1963 arbeitete er als Wissenschaftlicher Assistent an der Universität Tübingen und am Institut für Zeitgeschichte (IfZ) in München als Referent. Anschließend war er von 1963 bis 1968 Assistent an der Universität Heidelberg bei Werner Conze, bei dem er sich 1967 mit der Arbeit Beamtentum im Dritten Reich habilitierte.
An der neu gegründeten Ruhr-Universität Bochum im Stadtteil Querenburg hatte Mommsen von 1968 bis zu seiner Emeritierung Anfang 1996 einen Lehrstuhl für Neuere Geschichte inne. Hinzu kamen Aufenthalte als Gastforscher in Princeton (1972/1973), Harvard, Berkeley, Jerusalem und Washington, D.C. Von 1977 bis 1985 war er Direktor des von ihm mitgegründeten Instituts zur Geschichte der Arbeiterbewegung.
Beim Dokumentationsarchiv des österreichischen Widerstandes (DÖW) trat Mommsen als Redner zu den Festveranstaltungen zum dreißigjährigen (1993) und fünfzigjährigen (2013; Thema: Hitlers Stellung im NS-Herrschaftssystem und der Mythos der „Volksgemeinschaft“) Jubiläum auf.
Mommsen war evangelisch, seit dem Jahr 1960 SPD-Mitglied, ab 1966 mit der Politikwissenschaftlerin Margareta Mommsen, geborene Reindl, verheiratet und lebte mit ihr in Feldafing. Mommsen starb im November 2015 an seinem 85. Geburtstag in Tutzing am Starnberger See.

## Werk
Hauptarbeitsgebiet Mommsens war die deutsche Geschichte zwischen 1918 und 1945. Hier legte er unter anderem mit Die verspielte Freiheit. Der Weg der Republik von Weimar in den Untergang 1918 bis 1933 eine Überblicksdarstellung über die Weimarer Republik vor. Zur Geschichte des Nationalsozialismus arbeitete Mommsen über den Reichstagsbrand und den Holocaust.
Die Forschungen Mommsens zum Reichstagsbrand anhand des Aktenbestandes und seine daraus abschließende Schlussfolgerung, es habe sich bei dem Brandstifter sicher um einen Einzeltäter, und zwar den späterhin verurteilten Marinus van der Lubbe gehandelt, wird zwar nach wie vor debattiert, eine schlüssige Widerlegung konnte mangels gegenteiliger Belege bis heute nicht vorgelegt werden.
Mommsen verschob durch seine Veröffentlichungen die Perspektive historischer Forschung weg von einer alles überlagernden Person Adolf Hitlers hin zu Strukturen und Apparaten des NS-Regimes, der Strukturgeschichte. Diese später als funktionalistische Schule bezeichnete Richtung der NS-Forschung fragt auch nach der Verantwortung des Einzelnen in der NS-Diktatur, während zahlreiche Historiker (lediglich) die Rolle Hitlers und einer Handvoll Vasallen als Triebkraft für alle politischen und gesellschaftlichen Entwicklungen im NS-Staat annehmen (und aus ihrer Sicht „intentionalistisch“ argumentieren) und damit die Schuld auf wenige Verantwortliche konzentrieren. Daran begann eine heftige Auseinandersetzung zwischen dem Lager der „Funktionalisten“ (u. a. eben Hans Mommsen) und dem der „Intentionalisten“. In diesem Zusammenhang führte Mommsen den Begriff der „kumulativen Radikalisierung“ für die nationalsozialistische Vernichtungspolitik ein. Der Streit beider Schulen seit Beginn der 1980er Jahre bestimmte für beinahe zwei Jahrzehnte die Debatten in der deutschen Geschichtswissenschaft.
Unter der Überschrift Grass’ Spießrutenlauf wiederholte Mommsen im August 2006 seine seit den 1980er Jahren vertretene These, die deutsche Öffentlichkeit betreibe verdeckte Apologetik, indem sie indirekt die Schuld auf die Repräsentanten des Nationalsozialismus und ihre Protagonisten projiziere. Er stellte die mangelnde Bereitschaft der Deutschen fest, ihre persönliche Verstrickung (bzw. der ihrer Vorfahren) in die NS-Verbrechen einzugestehen. Um öffentlichen Diffamierungen auszuweichen, hätten Prominente wie Walter Jens oder Martin Broszat ihre Mitgliedschaft in der NSDAP oder anderen NS-Organisationen verschwiegen. Die Empörung angesichts Grass’ späten Bekenntnisses zu seiner Mitgliedschaft als Jugendlicher in der Waffen-SS nennt Mommsen folglich „typisch wie verlogen“.

## Ehrungen
Mommsen war ein vielfach geehrter Wissenschaftler. Im Jahr 1993 wurde er als Corresponding Fellow in die British Academy aufgenommen und im selben Jahr Mitglied der Academia Europaea. Er wurde korrespondierendes Mitglied der philosophisch-historischen Klasse im Ausland der Österreichischen Akademie der Wissenschaften (1995). Ihm wurde 1995 eine Festschrift gewidmet. Außerdem erhielt er den Carl-von-Ossietzky-Preis für Zeitgeschichte und Politik der Stadt Oldenburg (1998), den Bruno-Kreisky-Preis für das politische Buch für sein publizistisches Gesamtwerk (2010) und den Victor-Adler-Staatspreis für Geschichte sozialer Bewegungen (2013).

## Schriften (Auswahl)
Ein Schriftenverzeichnis erschien in Christian Jansen, Lutz Niethammer, Bernd Weisbrod (Hrsg.): Von der Aufgabe der Freiheit. Politische Verantwortung und bürgerliche Gesellschaft im 19. und 20. Jahrhundert. Festschrift für Hans Mommsen zum 5. November 1995. Akademie Verlag, Berlin 1995, ISBN 3-05-002835-1, S. 729–749; eine aktualisierte und wesentlich erweiterte Fassung in: Hans Mommsen: Die „rote Kapelle“ und der deutsche Widerstand gegen Hitler (= SBR-Schriften. Band 33). Klartext-Verlag, Essen 2011, ISBN 978-3-8375-0616-7, S. 31–68.
Monographien
- Die Sozialdemokratie und die Nationalitätenfrage im habsburgischen Vielvölkerstaat. 2 Bde. Europaverlag, Wien 1963 (Zugl.: Tübingen, Univ., Diss., 1960 u.d.T.: Geschichte der internationalen Integration in der österreichischen Sozialdemokratie (1867–1907). Ein Beitrag zur Entwicklung der Nationalitätenfrage im alten Österreich).
- Beamtentum im Dritten Reich. Mit ausgewählten Quellen zur nationalsozialistischen Beamtenpolitik (= Schriftenreihe der Vierteljahrshefte für Zeitgeschichte. Band 13). DVA, Stuttgart 1966.
- Nationalitätenfrage und Arbeiterbewegung (= Schriften aus dem Karl-Marx-Haus. Band 6). Karl-Marx-Haus, Trier 1971.
- Arbeiterbewegung und Nationale Frage. Ausgewählte Aufsätze (= Kritische Studien zur Geschichtswissenschaft. Band 34). Göttingen 1979, ISBN 3-525-35989-6.
- Die verspielte Freiheit. Der Weg der Republik von Weimar in den Untergang 1918 bis 1933 (= Propyläen-Geschichte Deutschlands. Band 8). Propyläen Verlag, Berlin 1989, ISBN 3-549-05818-7.
  - Überarbeitete und erweiterte Fassung: Aufstieg und Untergang der Republik von Weimar. Ullstein Verlag, Berlin 1998. Viele weitere Ausgaben.
- Der Nationalsozialismus und die deutsche Gesellschaft. Ausgewählte Aufsätze. Reinbek 1991, ISBN 3-499-18857-0.
- Widerstand und Politische Kultur in Deutschland und Österreich. Wien 1994, ISBN 3-85452-325-4.
- mit Manfred Grieger: Das Volkswagenwerk und seine Arbeiter im Dritten Reich. Econ, Düsseldorf 1996, ISBN 3-430-16785-X.
- Aufstieg und Untergang der Republik von Weimar 1918–1933. Berlin 1998, ISBN 3-548-26508-1.
- Der Mythos von der Modernität. Zur Entwicklung der Rüstungsindustrie im Dritten Reich. Essen 1999, ISBN 3-88474-646-4.
- Von Weimar nach Auschwitz. Zur Geschichte Deutschlands in der Weltkriegsepoche. Ausgewählte Aufsätze. Stuttgart 1999, ISBN 3-421-05283-2.
- Alternative zu Hitler. Studien zur Geschichte des deutschen Widerstandes. München 2000, ISBN 3-406-45913-7.
- Auschwitz, 17. Juli 1942. Der Weg zur europäischen „Endlösung der Judenfrage“. dtv, München 2002, ISBN 3-423-30605-X.
- Zur Geschichte Deutschlands im 20. Jahrhundert. Demokratie, Diktatur, Widerstand. DVA, München 2010, ISBN 978-3-421-04490-7.
- Die „rote Kapelle“ und der deutsche Widerstand gegen Hitler. Klartext, Essen 2012, ISBN 978-3-8375-0616-7.
- Das NS-Regime und die Auslöschung des Judentums in Europa. Wallstein, Göttingen 2014, ISBN 978-3-8353-1395-8.

Herausgeberschaften
- Sozialdemokratie zwischen Klassenbewegung und Volkspartei. Verhandlungen der Sektion „Geschichte der Arbeiterbewegung“ des Deutschen Historikertages in Regensburg, Oktober 1972. Frankfurt am Main 1974, ISBN 3-8072-4045-4.
- mit Dietmar Petzina und Bernd Weisbrod: Industrielles System und politische Entwicklung in der Weimarer Republik. 2 Bände, Königstein am Taunus 1977, ISBN 3-7610-7206-6.
- mit Ulrich Borsdorf: Glück auf, Kameraden! Die Bergarbeiter und ihre Organisationen in Deutschland. Köln 1979.
- mit Uwe Backes u. a.: Reichstagsbrand – Aufklärung einer politischen Legende. Piper, München 1986, ISBN 3-492-03027-0.
- Arbeiterbewegung und industrieller Wandel. Studien zur gewerkschaftlichen Organisationsproblemen im Reich und an der Ruhr. Wuppertal 1980, ISBN 3-87294-150-X.
- mit Susanne Willems: Herrschaftsalltag im Dritten Reich. Studien und Texte. Düsseldorf 1988, ISBN 3-491-33205-2.
- mit Dušan Kováč, Jiří Malíř, Michaela Marek: Der Erste Weltkrieg und die Beziehungen zwischen Tschechen, Slowaken und Deutschen. Klartext, Essen 2001, ISBN 3-88474-951-X.
- The Third Reich between Vision and Reality. New Perspectives on German History 1918–1945. Oxford u. a. 2002, ISBN 1-85973-627-0.
- mit Sabine Gillmann: Politische Schriften und Briefe Carl Friedrich Goerdelers. 2 Bände, München 2003, ISBN 3-598-11631-4.